# Premis Butaca de 2020
Vint-i-sisena edició dels Premis Butaca de teatre celebrada sense públic per la pandèmia el 15 de desembre de 2020 al Teatre l'Amistat de Premià de Mar i retransmesa a través d'internet i la Xarxa de Televisions Locals.

## Palmarès i nominacions[1]

### Premi Butaca al millor muntatge teatral
| Obra                       | Productora                                                 | Resultat  |
| -------------------------- | ---------------------------------------------------------- | --------- |
| Jerusalem                  | Teatre Romea                                               | Guanyador |
| L'amic retrobat            | Teatre de l'Aurora                                         | Nominat   |
| Europa Bull                | IndiGest/Premi Quim Masó 2018/Teatre Nacional de Catalunya | Nominat   |
| Falaise                    | Baró d'Evel                                                | Nominat   |
| Justícia                   | Teatre Nacional de Catalunya                               | Nominat   |
| La Rambla de les Floristes | Teatre Nacional de Catalunya                               | Nominat   |

### Premi Butaca al millor musical
| Obra                      | Productora                | Resultat  |
| ------------------------- | ------------------------- | --------- |
| La tienda de los horrores | Nostromo                  | Guanyador |
| Aquella nit               | LaBrutal/Minoria Absoluta | Nominat   |
| Les feres de Shakespeare  | Els Pirates Teatre        | Nominat   |
| Infanticida               | Neus Pàmies Produccions   | Nominat   |

### Premi Butaca al millor espectacle de dansa
| Obra                                           | Productora                                                                           | Resultat  |
| ---------------------------------------------- | ------------------------------------------------------------------------------------ | --------- |
| Rèquiem                                        | Crea Dance Company/Centre Cultural Terrassa                                          | Guanyador |
| La consagració de la primavera de Roger Bernat | Teatre Lliure/Elèctrica Produccions/Festival Instal·lacions - Ajuntament de Cambrils | Nominat   |
| Wu Wei                                         | Mercat de les Flors/Teatre Principal (Palma)                                         | Nominat   |

### Premi Butaca al millor espectacle de petit format
| Obra                                                                                       | Productora                                 | Resultat  |
| ------------------------------------------------------------------------------------------ | ------------------------------------------ | --------- |
| Aquest país no descobert que no deixa tornar de les seves fronteres cap dels seus viatgers | Titus Andrònic/Temporada Alta/Sala Beckett | Guanyador |
| Lo nuestro                                                                                 | Flyhard Produccions                        | Nominat   |
| El pequeño poni                                                                            | Flyhard Produccions                        | Nominat   |
| Reiseführer                                                                                | La Ruta 40/Teatre Lliure                   | Nominat   |

### Premi Butaca a la millor espectacle per a públic familiar
| Obra                       | Productora      | Resultat  |
| -------------------------- | --------------- | --------- |
| Veus que no veus           | Cia. Pepa Plana | Guanyador |
| La bruixa de la tramuntana | Teatre Lliure   | Nominat   |
| Nada es imposible          | Mago Pop        | Nominat   |

### Premi Butaca a la millor direcció
| Director/a          | Obra                                                                                       | Resultat  |
| ------------------- | ------------------------------------------------------------------------------------------ | --------- |
| Julio Manrique      | Jerusalem                                                                                  | Guanyador |
| Marc Angelet        | Infanticida                                                                                | Nominat   |
| Josep Maria Mestres | Justícia                                                                                   | Nominat   |
| Jordi Oriol         | Europa Bull                                                                                | Nominat   |
| Jordi Prat i Coll   | La Rambla de les Floristes                                                                 | Nominat   |
| Àlex Rigola         | Aquest país no descobert que no deixa tornar de les seves fronteres cap dels seus viatgers | Nominat   |

### Premi Butaca a la millor actriu
| Actriu         | Obra                       | Resultat   |
| -------------- | -------------------------- | ---------- |
| Rosa Boladeras | La Rambla de les Floristes | Guanyadora |
| Imma Colomer   | Un dia qualsevol           | Nominada   |
| Anna Sahun     | Nenes i nens               | Nominada   |

### Premi Butaca al millor actor
| Actor                 | Obra                                                        | Resultat  |
| --------------------- | ----------------------------------------------------------- | --------- |
| Pere Arquillué        | Jerusalem                                                   | Guanyador |
| Aitor Galisteo-Rocher | Feísima enfermedad y muy triste muerte de la reina Isabel I | Nominat   |
| Josep Maria Pou       | Justícia                                                    | Nominat   |

### Premi Butaca a la millor actriu de musical
| Actor           | Obra                      | Resultat   |
| --------------- | ------------------------- | ---------- |
| Diana Roig      | La tienda de los horrores | Guanyadora |
| Neus Pàmies     | Infanticida               | Nominada   |
| The Sey Sisters | La tienda de los horrores | Nominada   |

### Premi Butaca al millor actor de musical
| Actor         | Obra                        | Resultat  |
| ------------- | --------------------------- | --------- |
| Marc Pociello | La tienda de los horrores   | Guanyador |
| Ricard Farré  | Les feres de Shakespeare    | Nominat   |
| Joan Vázquez  | Ocaña, reina de las Ramblas | Nominat   |

### Premi Butaca a la millor actriu de repartiment
| Actriu         | Obra              | Resultat   |
| -------------- | ----------------- | ---------- |
| Laura Conejero | Una història real | Guanyadora |
| Sílvia Bel     | Beckett's Ladies  | Nominada   |
| Anna Bertran   | La morta          | Nominada   |

### Premi Butaca al millor actor de repartiment
| Actor               | Obra        | Resultat  |
| ------------------- | ----------- | --------- |
| Marc Rodríguez      | Jerusalem   | Guanyador |
| Alejandro Bordanove | Justícia    | Nominat   |
| Carles Pedragosa    | Europa Bull | Nominat   |

### Premi Butaca al millor intèrpret femení de dansa
| Actor                | Obra     | Resultat   |
| -------------------- | -------- | ---------- |
| Blanca Tolsà         | Wu Wei   | Guanyadora |
| Roser López Espinosa | Novembre | Nominada   |
| Idu Massa            | Rèquiem  | Nominada   |

### Premi Butaca al millor intèrpret masculí de dansa
| Actor          | Obra    | Resultat  |
| -------------- | ------- | --------- |
| Jacob Gómez    | Wu Wei  | Guanyador |
| Marc Fernández | Rèquiem | Nominat   |
| Abel Hernàndez | Rèquiem | Nominat   |

### Premi Butaca a la millor escenografia
| Finalistes                      | Obra        | Resultat  |
| ------------------------------- | ----------- | --------- |
| Alejandro Andújar               | Jerusalem   | Guanyador |
| Sílvia Delagneau i Max Glaenzel | Europa Bull | Nominats  |
| Lluc Castells                   | Falaise     | Nominat   |

### Premi Butaca a la millor il·luminació
| Finalistes     | Obra                       | Resultat  |
| -------------- | -------------------------- | --------- |
| Albert Faura   | La tienda de los horrores  | Guanyador |
| David Bofarull | La Rambla de les Floristes | Nominat   |
| Pol Queralt    | Infanticida                | Nominat   |

### Premi Butaca al millor vestuari
| Finalistes     | Obra                       | Resultat   |
| -------------- | -------------------------- | ---------- |
| Montse Amenós  | La Rambla de les Floristes | Guanyadora |
| Maria Armengol | Jerusalem                  | Nominada   |
| Míriam Compte  | La tienda de los horrores  | Nominada   |

### Premi Butaca a la millor caracterització
| Finalistes                | Obra                       | Resultat   |
| ------------------------- | -------------------------- | ---------- |
| Núria Llunell             | Jerusalem                  | Guanyadora |
| Eva Fernández             | La Rambla de les Floristes | Nominada   |
| Helena Fenoy/Marta Ferrer | La tienda de los horrores  | Nominades  |

### Premi Butaca al millor text teatral
| Obra        | Autor/a      | Resultat  |
| ----------- | ------------ | --------- |
| Justícia    | Guillem Clua | Guanyador |
| Europa Bull | Jordi Oriol  | Nominats  |
| Ramon       | Mar Monegal  | Nominada  |

### Premi Butaca a la millor coreografia
| Actor                | Obra     | Resultat   |
| -------------------- | -------- | ---------- |
| Maria Rovira         | Rèquiem  | Guanyadora |
| Raquel Klein         | Wu Wei   | Nominada   |
| Roser López Espinosa | Novembre | Nominada   |

### Premi Butaca a la millor composició
| Finalistes                                | Obra                       | Resultat  |
| ----------------------------------------- | -------------------------- | --------- |
| Dani Espasa                               | La Rambla de les Floristes | Guanyador |
| Carles Pedragosa/Sasha Agranov/Karl Stets | Europa Bull                | Nominats  |
| Clara Peya                                | Infanticida                | Nominada  |

### Premi Butaca al millor espai sonor
| Finalistes          | Obra        | Resultat  |
| ------------------- | ----------- | --------- |
| Damien Bazin        | Jerusalem   | Guanyador |
| Gerard Marsal Norte | Infanticida | Nominat   |
| Jordi Salvadó       | Europa Bull | Nominat   |

### Butaca Honorífica-Anna Lizaran
- Carme Fortuny